# Hospital geriàtric (Camprodon)
L'Hopital geriatric de Camprodon és un edifici construït el 1931 com a hospital general. A més dels malalts locals, durant la guerra civil i la guerra mundial va rebre molts soldats i maquisards ferits. Rebien la primera atenció, però els casos més complicats eren evacuats a hospitals militars més preparats. Després de les guerres, l'hospital massa petit va decaure i va ser convertit en asil per a gent gran i invàlids.

## L'edifici
Situat als prats de la Costinyola, una mica més amunt del Monestir de St. Pere, és un edifici aïllat de planta rectangular estructurat a partir d'un eix central i dues ales laterals. Les façanes són arrebossades i pintades rematades amb una barbacana suportada per bigues de fusta. La coberta és de teula àrab a diversos vessants. La formalització arquitectònica de la façana té clares referències noucentistes. Originàriament el cos central presentava una planta més que les laterals, però aquests han estat objecte d'una ampliació (1979) que s'integra en el conjunt.
Va ser pagat per subscripció popular a través d'una junta formada per estiuejants i camprodonins. Les obres començaren el març de 1931 i l'edifici es va inaugurar l'agost de 1932. Arquitectes Joan Torres Grau i Joan Torres Clavé. El pintor Darius Vilàs va fer donació de dos quadres pintats al fresc per a les dues sales grans. Hi ha també un quadre important del pintor Manel Surroca, Les edats de la vida.
L'any 1981 es va ampliar l'hospital en construir una ala esquerra dotada entre d'altres de quiròfan.

## Galeria

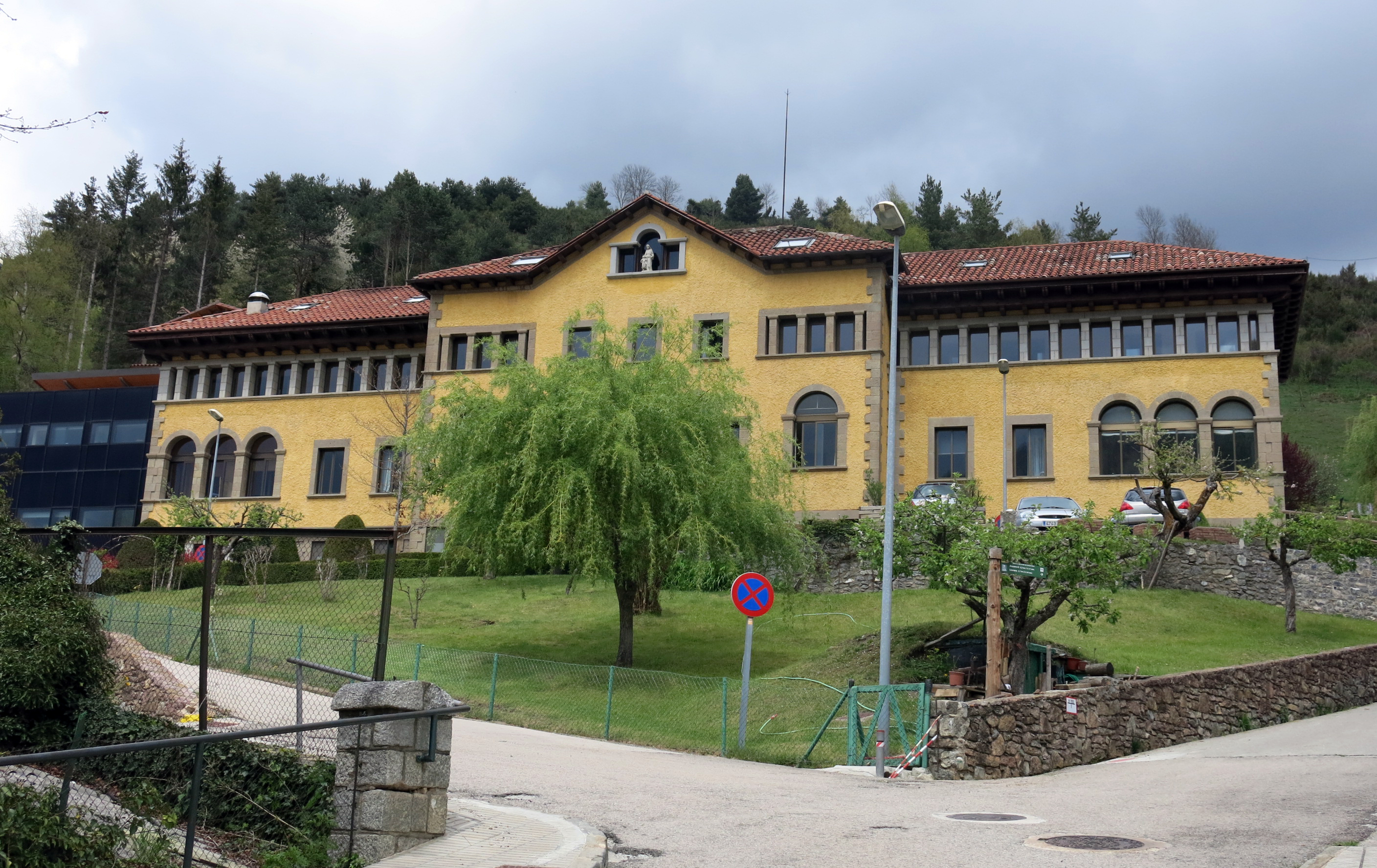
Vista general
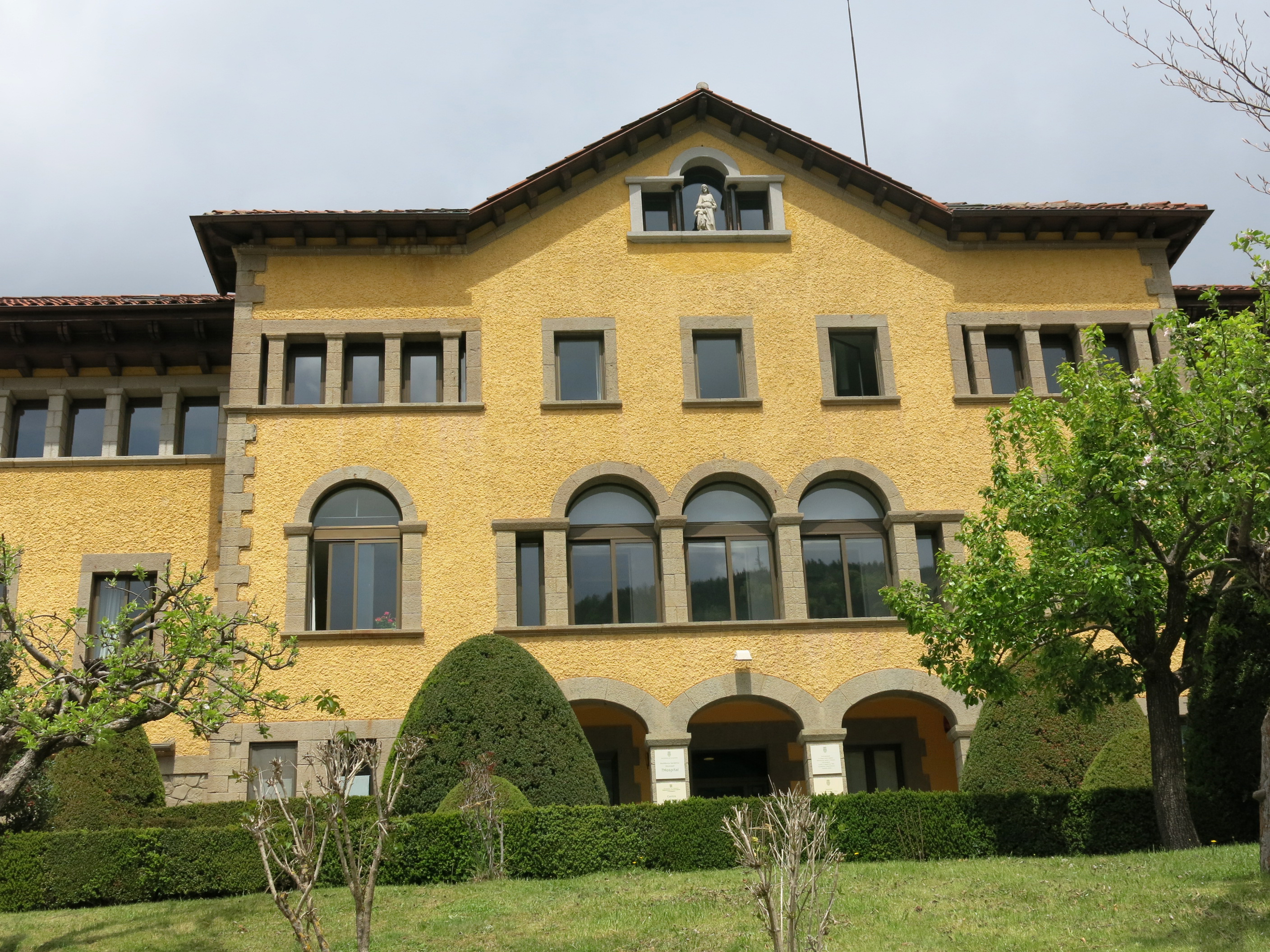
Entrada principal
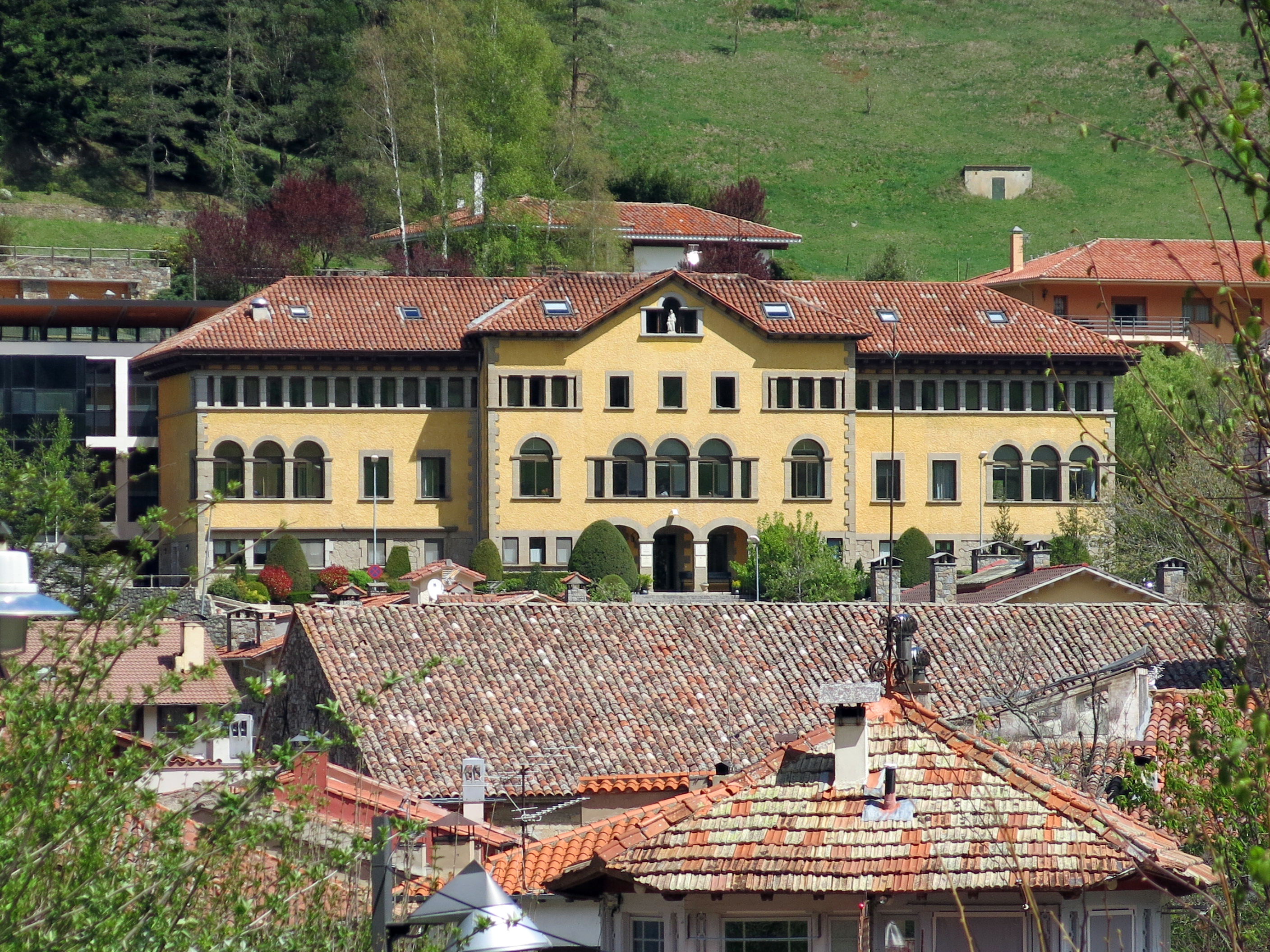
Vist des del carrer Sant Antoni